# LOLCODE
LOLCODE è un linguaggio di programmazione esoterico, ispirato al fenomeno di Internet dei lolcat. Il linguaggio è stato creato nel 2007 da Adam Lindsay, ricercatore al dipartimento di ricerca informatica della Lancaster University.

## Esempi e struttura del linguaggio
Il linguaggio LOLCODE è scritto attraverso uno slang in lingua inglese estremamente sintetico, in modo tuttavia da risultare comprensibile a chi conosce lo slang. Segue un semplice esempio di programma, che stampa a video il messaggio Hello world:
Esempio 1
```
HAI
CAN HAS STDIO?
VISIBLE "HAI WORLD!"
KTHXBYE

```

| Codice              | Commento |
| ------------------- | --- |
| HAI                 | serve a introdurre il programma. |
| CAN HAS [FILE]?     | In molti linguaggi di programmazione, una delle prime istruzioni di un programma sarà quella che permette di includere una libreria, dove saranno presenti funzioni comuni come quelle di input e output. Tipicamente questo viene eseguito con una chiamata del tipo #include <stdio.h> (stdio è la libreria che include le funzioni di input e output standard del C). Nel LOLCODE il comando "chiede" se il file è disponibile, e lo apre se la risposta è affermativa. |
| VISIBLE [MESSAGGIO] | stampa un messaggio a schermo. |
| KTHXBYE             | contrazione di "Okay — thanks — bye!", conclude il programma. |
Esempio 2:
```
HAI
CAN HAS STDIO?
PLZ OPEN FILE "LOLCATS.TXT"?
    AWSUM THX
        VISIBLE FILE
    O NOES
        INVISIBLE "ERROR!"
KTHXBYE

```

In questo esempio vengono introdotti nuovi comandi: 
| Codice                | Commento                                 |
| --------------------- | ---------------------------------------- |
| PLZ OPEN FILE "NAME"? | serve per aprire i file.                 |
| AWSUM THX O NOES      | servono per la gestione delle eccezioni. |
Altri comandi includono: 
| Codice                         | Commento                                                                           |
| ------------------------------ | ---------------------------------------------------------------------------------- |
| I HAS A ''variabile''          | per dichiarare le variabili.                                                       |
| LOL ''variabile'' R ''valore'' | per assegnarle.                                                                    |
| INVISIBLE                      | serve per mandare messaggi d'errore ad un front end.                               |
| BTW                            | serve per scrivere un commento.                                                    |
| IM IN YR ''etichetta'' KTHX    | Per aprire e chiudere un ciclo.                                                    |
| GTFO o ENUF o IZ               | servono per terminare i cicli: questi non hanno delle condizioni, e sono infiniti. |
Esempio 3:
```
HAI
CAN HAS STDIO?
I HAS A VAR
IM IN YR LOOP
   UP VAR!!1
   IZ VAR BIGGER THAN 10? KTHX
   VISIBLE VAR
IM OUTTA YR LOOP
KTHXBYE

```

Altra versione del programma precedente:
```
 
HAI
 CAN HAS STDIO?
I HAS A VAR
 IM IN YR LOOP UPPIN YR VAR TIL BOTHSAEM VAR AN 10
     VISIBLE SUM OF VAR AN 1
 IM OUTTA YR LOOP
 KTHXBYE

```